# 아산중학교 (전북)
아산중학교(雅山中學校)는 대한민국 전북특별자치도 고창군 아산면 하갑리에 있는 공립 중학교이다.

## 학교 연혁
- 1971년 1월 16일 : 공립중학교 설립인가 2학급
- 1971년 2월 28일 : 초대 이세락 교장 부임
- 1971년 3월 6일 : 개교(2학급)
- 2023년 3월 1일 : 제19대 김옥미 교장 부임
- 2024년 1월 5일 : 제50회 졸업식(졸업생 총인원 4,896명)
- 2024년 3월 4일 : 입학식(남 2명, 여 1명 총 3명)

## 참고 자료
- 아산중학교 - 한국교육학술정보원 학교알리미